# Aloe fragilis
Aloe fragilis é uma espécie de liliopsida do gênero Aloe, pertencente à família Asphodelaceae.